# José María Elosegui Amundarain
José María Elósegui Amundarain, o también José Mª Elosegui Amundarain (San Sebastián, 29 de abril de 1927-San Sebastián, 3 de diciembre de 2023) fue un ingeniero español. Doctor en ingeniería de Caminos, Canales y Puertos.

## Trayectoria profesional
Licenciado en la Escuela de Ingenieros de Caminos, Canales y Puertos en 1954 y doctorado en 1963, también se diplomó como Técnico Urbanista y como Ingeniero Ambiental.
Durante casi cuarenta años trabajó en la Diputación —primero Provincial y luego Foral— de Guipúzcoa, con responsabilidades como Subdirector de Vías y Obras (1955-1983), más tarde como Director de Medio Ambiente, Agua y Saneamiento (1983-1987), y finalmente como director general de Obras Hidráulicas (1987-1993).
Desde 1955 hasta su jubilación en 1993 sirvió en la Diputación Foral de Guipúzcoa primero como Subdirector de Vías y Obras, más tarde como Director de Medio Ambiente, Agua y Saneamiento, y finalmente como director general de Obras Hidráulicas.
Trabajó proyectando hitos técnicos para caminos, líneas férreas y presas en el País Vasco, además de colaborar conjuntamente con arquitectos y escultores de talla internacional, como lo fue el proyecto artístico del borde costero de San Sebastián con Luis Peña Ganchegui y Eduardo Chillida.
Fue también desde 1958 colaborador de la revista científica guipuzcoana Munibe, órgano de la "Sociedad Aranzadi", fundada en 1949.
El 10 de febrero de 1967 el Ayuntamiento de Andoáin le encargó un proyecto para el aprovechamiento del manantial Ubaran-aldea por bombeo, pero, dado lo elevado del costo del proyecto, José María Elósegui presentó una modificación del mismo con un costo menor, el cual fue aprobado el 21 de diciembre por el pleno del Ayuntamiento por unanimidad.
En 1968 redactó el proyecto de ampliación del depósito de Baltzuketa, el cual fue aprobado por el pleno del Ayuntamiento el 17 de septiembre de 1970.
En el año de 1968, José María Elósegui, quien era el alcalde de San Sebastián, se comprometió a realizar una obra urbanística de adecentamiento de la plazoleta final del mencionado Paseo del Tenis, vecina a la roca en donde sería instalada la primera de tres esculturas de Eduardo Chillida.
Para el 30 aniversario de la obra de ingeniería con Eduardo Chillida, sus hijos María y José María documentaron toda la información de la dirección técnica de las obras. Publicaron un libro con la hazaña de gestión ingenieril y además se produjo un reportaje documental basado en el libro y dichos documentos.

## Colaboraciones
- 1977: Eduardo Chillida, Haizearen orrazia, en San Sebastián[18][19][20]
- 1993: Néstor Basterretxea, Esculturas en la corona de la Represa de Arriarán, en Beasáin[21][22]

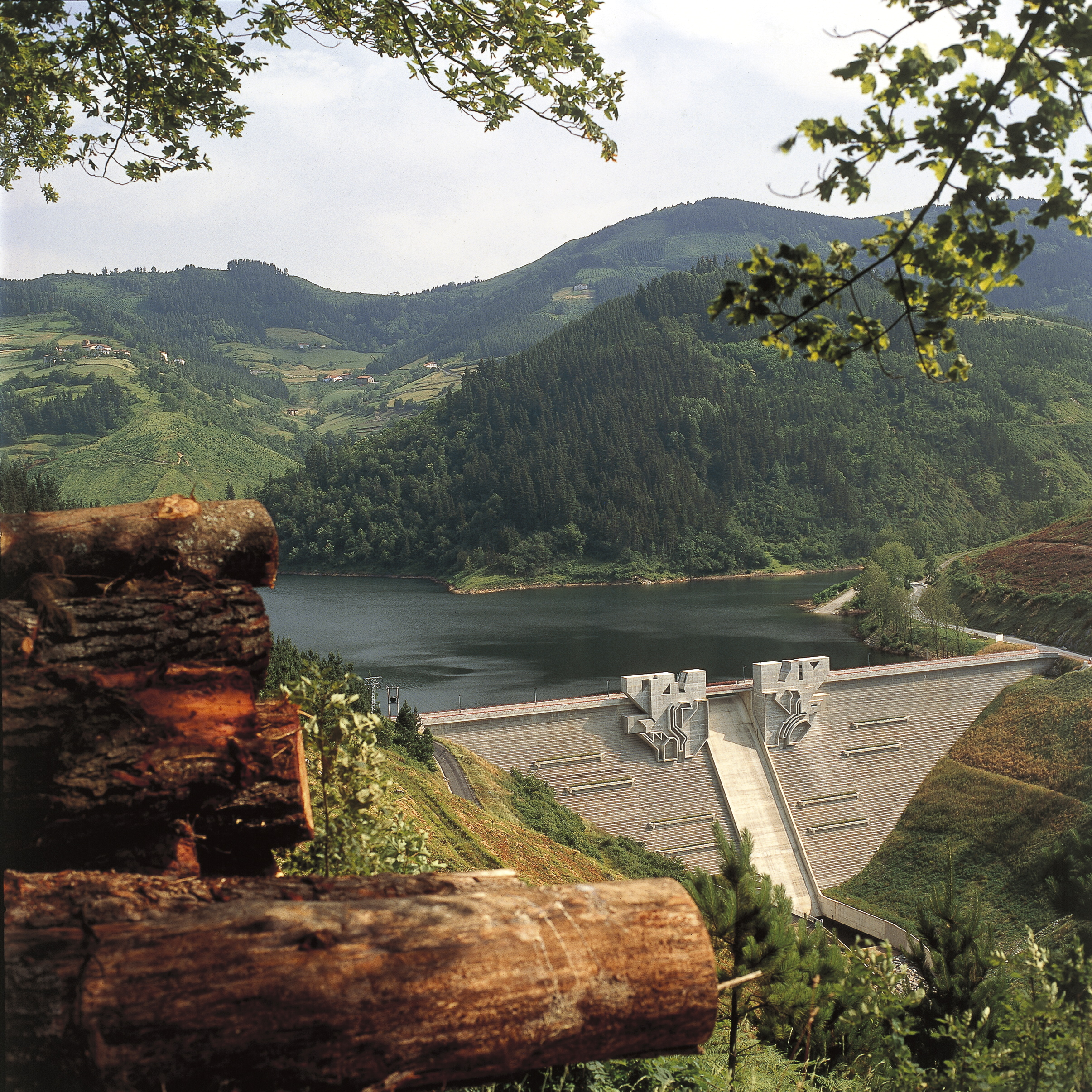
Embalse de Arriarán

## Publicaciones
1. Posibilidades de agua en Guipúzcoa. Revista Munibe. 1959. Volumen 11.[11]
2. La reforma tributaria. Economía vascongada. 1958. Volumen 14, n. 155, p. 55-57.[23]
3. Los Nuevos tiempos. Economía vascongada. 1979. San Sebastián. Año 34, n. 407, p. 24-25[24]
4. Concertación social. Economía vascongada. Septiembre 1984. Año 40, n. 475, p. 2-3.[25]

## Literatura
1. Elosegui Itxaso, María. El Peine del Viento de Chillida en San Sebastián. Ingeniería de su colocación por José María Elósegui (1977). 2006.  ISBN 13: 9788471734969 ,[26][27]
2. Elosegui Itxaso, María. Los Peines de Viento de Chillida en San Sebastián. 2da edición. Colegio de Ingenieros de caminos, canales y puertos del País Vasco, Bilbao 2008. ISBN 10: 8438003818[28]
3. Larrinaga Rodríguez, Carlos. El abastecimiento de agua en una localidad industrial Guipuzcoana. Andoáin, 1842-2000. Andoáin
4. Ugarte, Luxio. La reconstrucción de la identidad vasca: Oteíza-Chillida. Madrid. Siglo XXI. 1996.[29]
5. Aguirre Sorondo, Juan Ignacio; Elosegui Itxaso, María. Un ingeniero guipuzcoano: José María Elósegui Amundarain. 2023. ISBN 978-84-09-50449-7 [30][31]